# ألن بروست
ألن ماري باسكال بروست (Alain Marie Pascal Prost؛ ولد في 24 فبراير 1955) هو سائق سباقات فرنسي معتزل، والبطل العالمي للفورمولا 1 أربع مرات، أي رابع أكثر سائقي الفورمولا 1 ربحاً بهذا اللقب بعد ميشائيل شوماخر ولويس هاميلتون وخوان مانويل فانجيو. حمل بروست الرقم القياسي لعدد مرات الفوز بالغراند بري من 1987 حتى 2001، حينما تجاوز شوماخر انتصارات بروست الحادية والخمسين.
في سن الرابعة عشر مارس بروست سباق الكارت، وسرعان ما فاز ببطولات الفورمولا 3 الفرنسية والأوروبية قبل الالتحاق بفريق ماكلارين للفورمولا 1 عام 1980 في سن الخامسة والعشرين. ربح أول انتصاراته الحادية والخمسين في فرنسا بعد عام مع تمثيله لفريق رونو بين عامي 1981 و1983. في عام 1984 عاد لفريق ماكلارين حتى عام 1989. شارك أيضاً لصالح فريقي فيراري في العامين التاليين، وبعد توقف لمدة عام في 1992، لعب لصالح فريق ويليامز في عامه الاحترافي الأخير. فاز في أربع مواسم للفورمولا 1 في الأعوام: 1985، 1986، 1989، 1993. بعد اعتزاله في عام 1993، قام بإنشاء فريق يدعى بروست غراند بري الذي شارك بين عامي 1997 و2001. ويلقب بالبروفسر 222.

## مقارنة بين الآن بروست وزملائه في الفريق
لقد حقق الآن بروست خلال مشاركاته في الفورمولا1 انتصارات على كل زملائه في الفريق بما فيهم أصحاب الأرقام القياسية وذلك مع بعض الاستثناءات في بداية مشواره الرياضي حينما دخل 11 سباقا فقط بسبب إصابة في يده وفي عام 1984 إثر انهزامه أمام نيكي لودر بفارق نصف نقطة وتعتبر هذه النتيجة الأكثر
.تقاربا في تاريخ الفورمولا1.
وبالرغم من أن بروست تمكن من جمع نقط أكثر من منافسيه في البطولة العالمية إلاأنه لم يحصل إلا على المرتبة الثانية في التقييم النهائي وذلك عن طريق عملية حذف النتائج السلبية.
| السنة | النقط الآن بروست | النقط زميل في الفريق | زميل في الفريق |
| ----- | ---------------- | -------------------- | -------------- |
| 1980  | 5                | 6                    | ج. وتسون       |
| 1981  | 43               | 11                   | ر.أرنكس        |
| 1982  | 34               | 28                   | ر.أرنكس        |
| 1983  | 57               | 22                   | شيفر           |
| 1984  | 71.5             | 72                   | ن.لودر         |
| 1985  | 76 (73)          | 14                   | ن.لودر         |
| 1986  | 74 (72)          | 22                   | ك.روسبرغ       |
| 1987  | 46               | 30                   | س.جوهنسن       |
| 1988  | 105 (87)         | 94 (90)              | أ.سنا          |
| 1989  | 81 (76)          | 60                   | أ.سنا          |
| 1990  | 73 (71)          | 37                   | ن.منسل         |
| 1991  | 34               | 21                   | ج.أليسي        |
| 1993  | 99               | 69                   | د.هيل          |

ملاحظات:لم يتم تقييم كل النتائج التي تم إحرازها في البطولة العالمية حتى سنة
1991 أما القيم بين المعقوفتين فهي تمثل مستويات النقط التي تمت تصفيتها بعد
حذف النتائج السلبية على التوالي.

## روابط خارجية
- ألن بروست على موقع IMDb (الإنجليزية)
- ألن بروست على موقع الموسوعة البريطانية (الإنجليزية)
- ألن بروست على موقع ميوزك برينز (الإنجليزية)
- ألن بروست على موقع قاعدة بيانات الفيلم (الإنجليزية)
- ألن بروست على موقع Racing-Reference.info (الإنجليزية)
- ألن بروست على موقع DriverDB.com (الإنجليزية)